# Nintendojo
Nintendojo est un site web sur le thème du jeu vidéo, créé en 1996.

## Historique
Nintendojo a été créé en 1996 par Peer Schneider (devenu ensuite directeur général de IGN. Il s'agit de l'un des plus vieux site Internet consacré à Nintendo.
En 2010, le site a lancé sa formule hebdomadaire.
Le site est utilisé par Metacritic dans les moyennes agrégées de jeux vidéo. Il utilise une notation américaine avec des lettres.